# Decreto 256/10

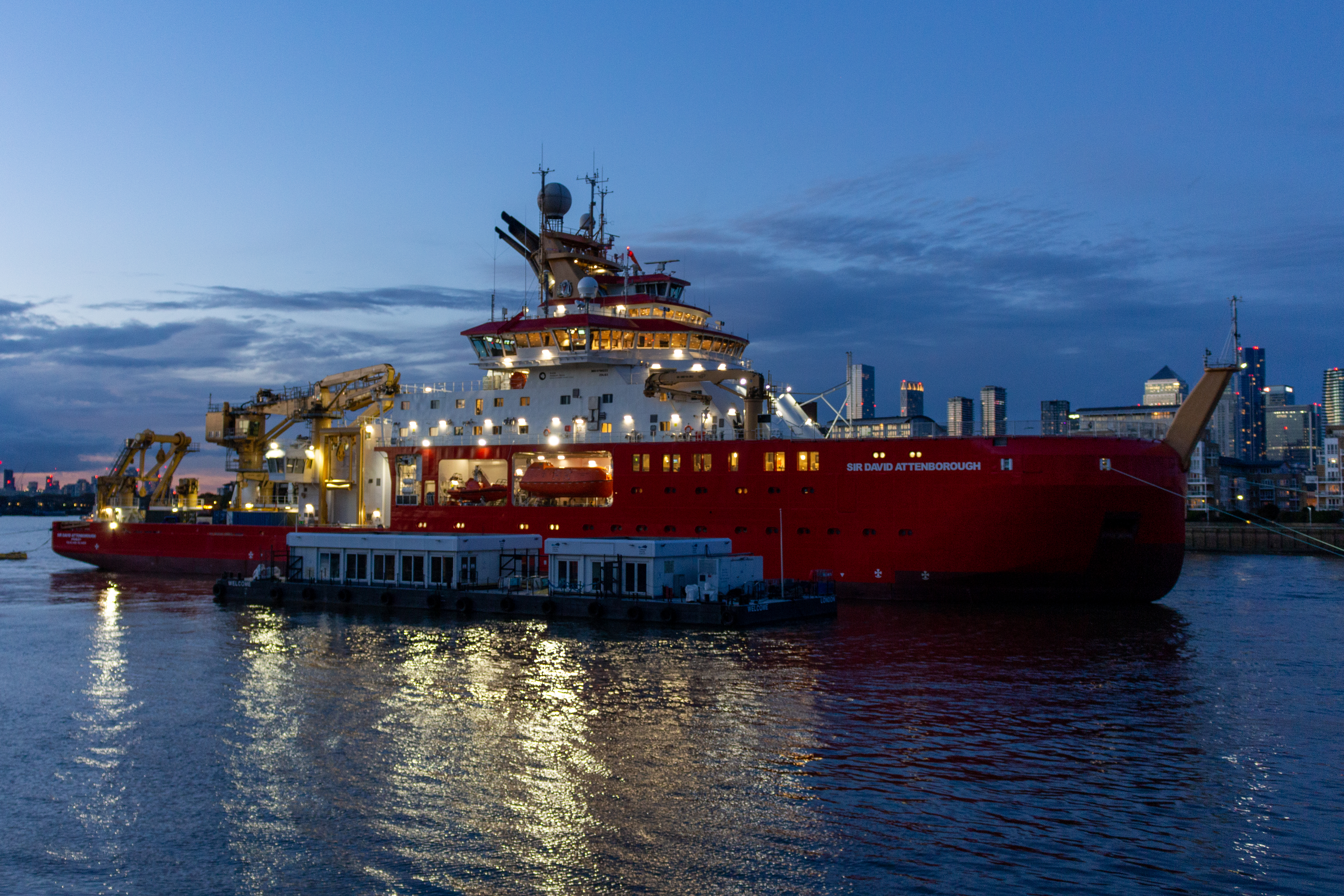
El buque británico de investigación científica RRS Sir David Attenborough causó revuelo en Argentina tras su ingreso al estrecho de Magallanes proveniente desde las islas Malvinas sin solicitar el permiso del decreto 256/10.

El Decreto 256/10 es un decreto del gobierno argentino promulgado el 16 de febrero de 2010 que establece la obligación de todas las naves que atraviesan aguas juridiccionales argentinas con dirección a o desde las islas Malvinas a solicitar una autorización previa de las autoridades argentinas.

## Contexto histórico
En el tratado de Límites de 1881 entre Argentina y Chile, el estrecho de Magallanes fue reconocido como exclusivamente chileno, con la obligación de permitir el libre paso a todas las naciones y la prohibición de militarizar sus costas.
La cuestión de las islas Malvinas tuvo su clímax militar en la guerra de las Malvinas en 1982, tras la cual Argentina cortó relaciones diplomáticas con el Reino Unido de Gran Bretana, incluyó la reconquista de las islas en la constitución argentina, la continuación por parte de la Fuerza Aérea Argentina del programa Cóndor II y algunas otras medidas de carácter diplomático y económico.

## Artículo 1 del decreto
El primer artículo del mandato dice:
Artículo 1º — Todo buque o artefacto naval que se proponga transitar entre puertos ubicados en el territorio continental argentino y puertos ubicados en las ISLAS MALVINAS, GEORGIAS DEL SUR Y SANDWICH DEL SUR, o atravesar aguas jurisdiccionales argentinas en dirección a estos últimos, y/o cargar mercaderías a ser transportadas en forma directa o indirecta entre esos puertos, deberá solicitar una autorización previa expedida por la autoridad nacional competente.
Este decreto contradice el artículo 10° del Tratado de Paz y Amistad entre Argentina y Chile de 1984:
...
La República Argentina se obliga a mantener, en cualquier tiempo y circunstancias, el derecho de los buques de todas las banderas a navegar en forma expedita y sin obstáculos a través de sus aguas jurisdiccionales hacia y desde el Estrecho de Magallanes.
...

## Consecuencias del decreto

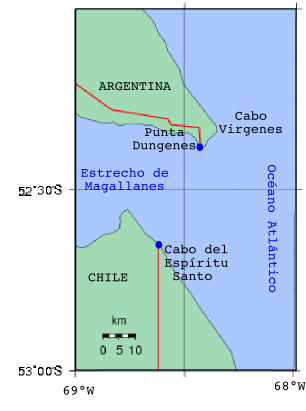
Puntos extremos del límite de Argentina y Chile en la boca del estrecho de Magallanes. Un ingreso y salida del estrecho incondicional es vital para los intereses de la navegación internacional.

El decreto ha sido causa de diversas controversias internacionales como la multa sobre el transporte panameño Frío Marathon o la persecución del buque de investigación científica 
Sin embargo, científicos argentinos afirman que es solo una exigencia y no una prohibición.

## Ver también
- Decreto 457 / 2021, decreto argentino que declara el estrecho de Magallanes como "espacio compartido" entre Argentina y Chile.
- Cuestión de la boca oriental del estrecho de Magallanes